# Stefan Fernholm
Stefan Fernholm (Bengt Stefan Fernholm; * 2. Juli 1959 in Norrköping; † 11. März 1997 in Västerås) war ein schwedischer Diskuswerfer.
Bei den Olympischen Spielen 1984 in Los Angeles wurde er Achter und bei den Europameisterschaften 1986 in Stuttgart Zehnter. 1987 schied er bei den Weltmeisterschaften in Rom in der Qualifikation aus.
1990 wurde er Elfer bei den Europameisterschaften in Split und 1995 Zwölfter bei den Weltmeisterschaften in Göteborg.
Viermal wurde er Schwedischer Meister (1984, 1989–1991). Seine persönliche Bestleistung von 68,30 m stellte er am 15. Juli 1987 in Västerås auf.